# Camerounais anglophones
Les Camerounais anglophones sont un ensemble de populations vivant principalement dans les régions du Nord-Ouest et du Sud-Ouest du Cameroun, caractérisées par l'usage de la langue anglaise. Ils représentent 20 à 30 % de la population,.  
Après près de quarante ans de colonisation britannique, ils rejoignent le Cameroun francophone indépendant en 1961, formant une république fédérale. Après l'abolition du fédéralisme en 1972, une partie de la minorité anglophone se plaint d'être marginalisée, et des tendances fédéralistes, voire indépendantistes, commencent à émerger. Ces tendances sont réapparues en 2016 dans un contexte de crise socio-politique, conduisant à un conflit armé fin 2017.

## Histoire

### Période coloniale britannique (1922-1961)
En 1922, la partie occidentale de l'ancien Cameroun allemand (1⁄5 du territoire) est placée sous mandat britannique. Les Britanniques découpent administrativement ce territoire en deux régions, le Cameroun méridional (Southern Cameroons) et le Cameroun septentrional (Northern Cameroons). Le territoire est placé sous administration indirecte (indirect rule). Sous ce système, le Cameroun méridional dispose de chefs suprêmes (paramount chiefs) à Buéa et Victoria, et de fons à Bali, Bafut, Kom, Bum, Nso et Bangwa. Ces chefs traditionnels reçoivent des autorités britanniques les moyens d'exercer leur commandement. Ils disposent d'un tribunal traditionnel et d'un trésor, avec des fonctions à la fois administratives et fiscales. Ils sont chargés de la santé et de l'éducation de leur population, de l'application de la loi, de la prévention de la criminalité et, en général, de la promotion du développement de leur localité.  
Les habitants du Cameroun méridional créent leur tout premier mouvement de pression, la Cameroons Youth League (CYL), le 27 mars 1940. La CYL est principalement composée d'étudiants du Cameroun méridional qui étudient au Nigeria. Son objectif est d'obtenir des autorités britanniques des réparations pour les dommages économiques, éducatifs, politiques et sociaux subis par le territoire. Pendant la Seconde Guerre mondiale, 3 500 hommes originaires du Cameroun britannique s'engagent dans les troupes de l'Empire.
En 1948, de retour au Cameroun méridional après des études de médecine à Lagos, Emmanuel Mbela Lifafe Endeley devient secrétaire du Cameroons Development Corporation Workers Union (CDCWU). Il fonde ensuite le premier parti politique du Cameroun méridional, la Cameroons National Federation (CNF), qui demande que le Cameroun méridional devienne une région autonome séparée de la fédération nigériane et que les deux Cameroun soient réunifiés. Très tôt, cependant, des divergences sont apparues entre les dirigeants du parti sur la question de la réunification. Certains de ses dirigeants, notamment N.N Mbile et R.K Dibongue, estimaient que l'approche du parti en matière de réunification n'était pas assez forte. Ils voulaient aller plus vite. Ils préfèrent quitter le CNF et créer leur propre parti, qu'ils appellent Kamerun United National Congress (KUNC).
À la suite de la promulgation de la Constitution MacPherson en 1950 et de la Constitution Lyttleton en 1954, le Cameroun méridional devient, à partir du 26 octobre 1954, une quasi-région au sein du Nigeria, avec un bureau administratif à Buéa. Emmanuel Mbela Lifafe Endeley devient chef du gouvernement, sous l'autorité du commissaire britannique Edward John Gibbons. À la suite des révisions constitutionnels de 1957, le territoire devient une région à part entière au sein du Nigeria, avec Emmanuel Mbela Lifafe Endeley comme Premier ministre.
Le 24 janvier 1959, John Ngu Foncha remporte les élections au poste de Premier ministre. Il se présente avec un programme qui appelle à l'indépendance du Cameroun méridional et à une éventuelle réunification avec le Cameroun français. Pour faire échouer le programme de John Ngu Foncha, les Britanniques rallient l'opposition, dirigée par Emmanuel Mbela Lifafe Endeley, pour contester la victoire dite « étroite » de John Ngu Foncha. L'opposition porte son combat devant les Nations unies et, avec le soutien britannique, l'idée d'un plébiscite comme moyen plus fiable de déterminer l'avenir du Cameroun méridional voit le jour.
Le 11 février 1961, l'ONU organise un référendum au Cameroun britannique, offrant aux populations locales deux choix : le rattachement au Cameroun ou le rattachement au Nigeria, 70,5 % des électeurs du Cameroun méridional optent pour son rattachement à la république du Cameroun (ancien Cameroun français), pour former une république fédérale qui est créée le 1er octobre 1961 (le Cameroun méridional devient alors le « Cameroun occidental » par opposition à la république du Cameroun qui devient le « Cameroun oriental »).

### République fédérale du Cameroun (1961-1972)

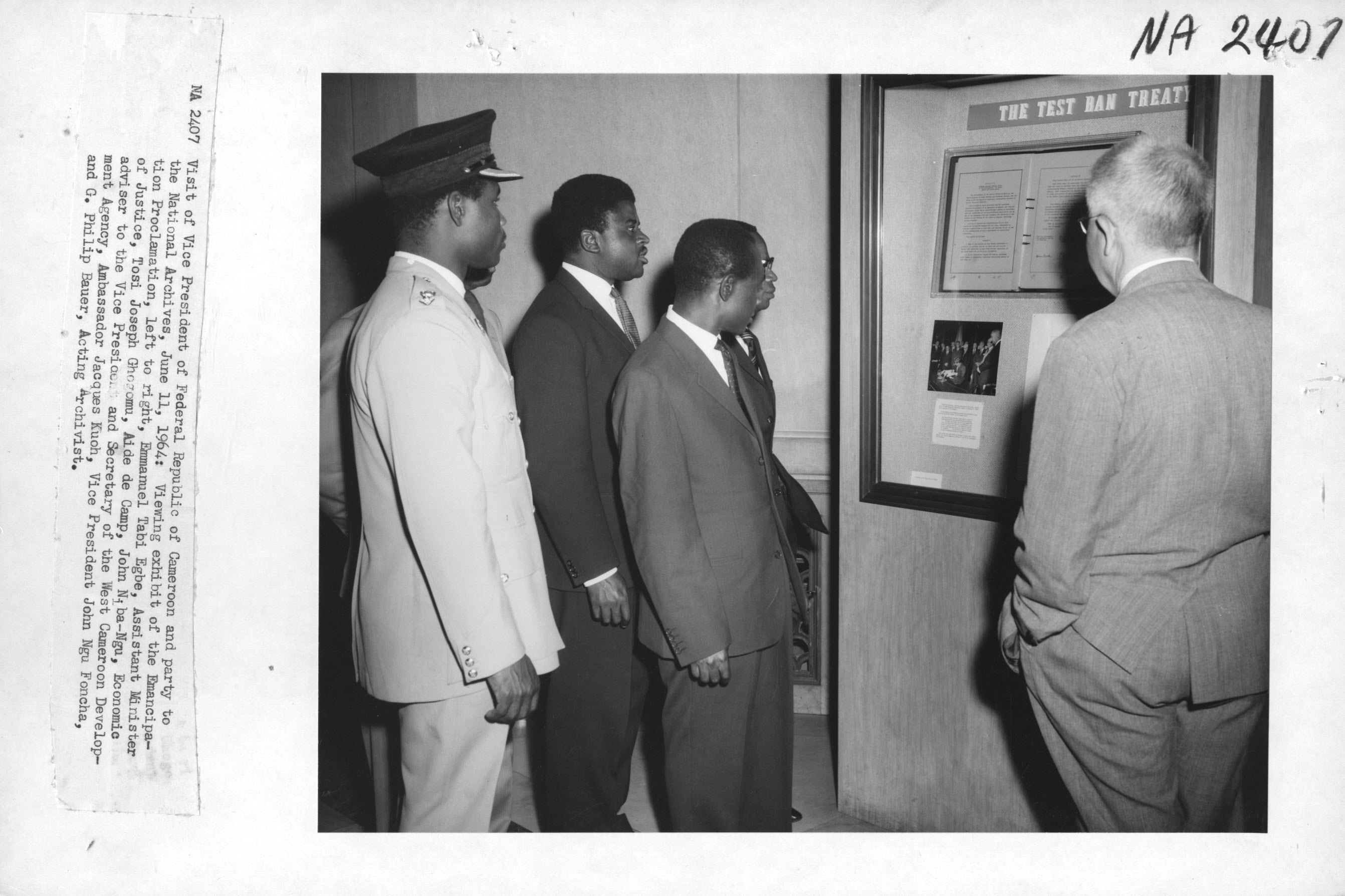
John Ngu Foncha (au centre) et son groupe visitent les Archives nationales à Washington, le 11 juin 1964.

Le 1er octobre 1961, John Ngu Foncha devient Premier ministre du Cameroun occidental et vice-président de la république fédérale du Cameroun. Chaque État fédéré jouit d'une certaine autonomie, en vertu de la constitution fédérale. Le Cameroun occidental dispose de son propre gouvernement et de sa propre Assemblée législative. Malgré le cadre fédéral, le président Ahmadou Ahidjo poursuit une politique d'intégration nationale qui mine progressivement l'autonomie du Cameroun occidental. Le gouvernement central contrôle des domaines clés tels que la défense, les affaires étrangères et la planification économique, laissant au Cameroun occidental un pouvoir fiscal limité. Les revenus des exportations du Cameroun occidental sont souvent versés au trésor fédéral, avec peu de réinvestissement dans l'État fédéré, ce qui alimente un sentiment de négligence économique. 
En 1966, le président Ahmadou Ahidjo consolide le pouvoir politique en fusionnant les partis politiques en une seule entité, l'Union nationale camerounaise (UNC). Cette initiative met à l'écart le Parti démocratique national du Kamerun (PDNK) de John Ngu Foncha et d'autres partis du Cameroun occidental, réduisant ainsi l'influence politique des anglophones. En 1970, John Ngu Foncha démissionne de son poste de vice-président, frustré par l'érosion des principes fédéraux, et est remplacé par Salomon Tandeng Muna. 

### Fin du fédéralisme et malaise de la minorité anglophone (1972-2001)
Le 20 mai 1972, à l'issue d'un référendum constitutionnel, le président Ahmadou Ahidjo proclame la république unie du Cameroun, mettant ainsi fin au fédéralisme,. Le passage d'un État fédéral à un État unitaire conduit à l'émergence de revendications identitaires de la part de la minorité anglophone,. Cette transition est perçue par certains anglophones comme une trahison et le début de leur « marginalisation » au sein de l'État. Au début des années 1990, alors que le pays revenait au multipartisme, le mouvement All Anglophone Congress (AAC) conteste la légitimité du référendum de 1972 et propose le retour au fédéralisme tandis que des mouvements plus radicaux appellent à la sécession,. En avril 1993, à la suite d'une conférence de l'AAC, la « Déclaration de Buéa » est publiée. Elle énumère les nombreux griefs des anglophones à l'égard du pouvoir central et appelle à un retour au fédéralisme. 
Face au refus du gouvernement de discuter d'un retour au fédéralisme, le Cameroon Anglophone Movement (CAM), l'une des plus grandes associations affiliées au mouvement AAC, déclare l'indépendance des régions anglophones le 3 décembre 1993. Cette position est soutenue par une deuxième conférence qui se tient à Bamenda en 1994. Cette dernière déclare que si le gouvernement « persiste dans son refus d'engager des réformes constitutionnelles substantielles, ou ne les réalise pas dans un laps de temps raisonnable », elle proclamera « l'indépendance du Southern Cameroons, en prenant toutes les mesures nécessaires pour défendre et préserver la souveraineté et l'intégrité territoriale de celui-ci ».
En 1995, le Conseil national du Cameroun méridional (CNCM), un parti politique qui appelle à la sécession voit le jour. En décembre 1999, des membres du parti prennent le contrôle d'une station locale de la Cameroon Radio Television (CRTV) à Buéa et proclament l'indépendance de la « république du Cameroun méridional ». Le 1er octobre 2001, à l'occasion du 40e anniversaire de la réunification du Cameroun, une manifestation pacifique organisée par des séparatistes dans les villes de Kumbo et Bamenda est violemment réprimée par la police. Au moins trois militants sont tués et cinq sont blessés à Kumbo. Des leaders séparatistes sont arrêtés.

### Crise socio-politique et conflit armé (depuis 2016)

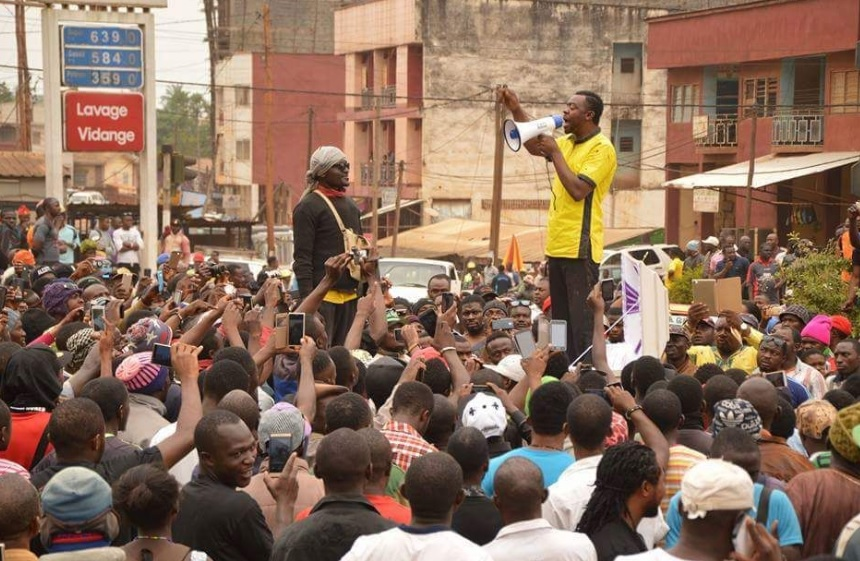
L'activiste Mancho Bibixy (en jaune) haranguant une foule de manifestants à Bamenda en 2017.

En novembre 2016, des enseignants déplorent la nomination de francophones dans les régions anglophones et des juristes rejettent la suprématie du droit romain au détriment de la common law. La majorité des leaders de la contestation réclament un retour au fédéralisme, tandis qu'une minorité réclame l'indépendance et la proclamation d'un nouvel État, l'« Ambazonie ». Le pouvoir exécutif, dirigé par le président Paul Biya, au pouvoir depuis 1982 et son Premier ministre, Philémon Yang, rejette ces deux revendications. Dès décembre 2016, les manifestations en zone anglophone, réprimées par les forces de l'ordre, font les premiers morts civils. D'autres suivront lors de manifestations, durement réprimées par les forces de l'ordre.  

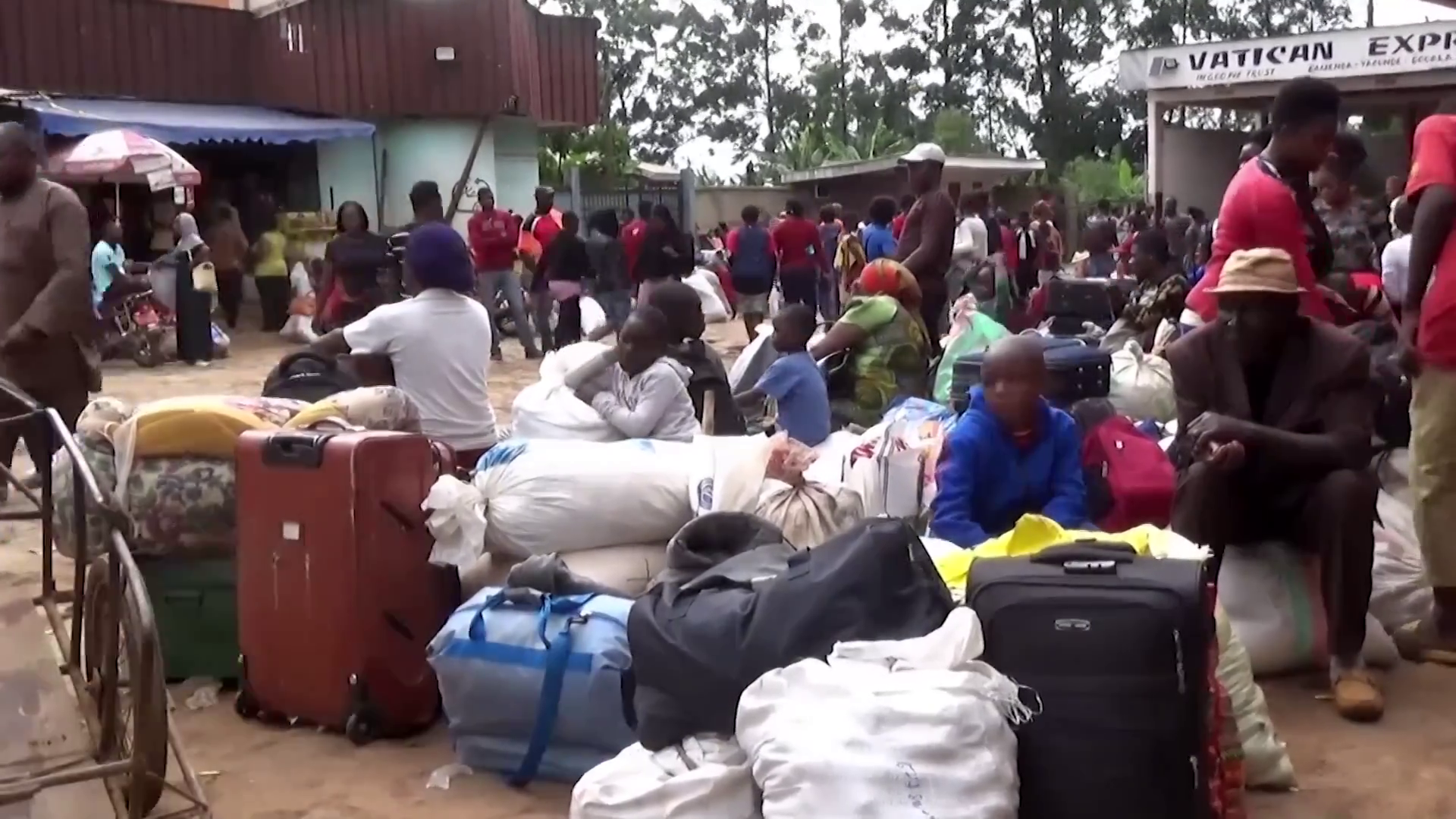
Des déplacés internes à Douala en 2020.

Le 17 janvier 2017, plusieurs leaders anglophones à la tête des manifestations sont arrêtés et inculpés d'« actes de terrorisme ». Paul Biya abandonne les poursuites en août. Entre janvier et avril, Internet est coupé en zone anglophone. Le 1er octobre 2017, au moins 17 personnes sont tuées lors d'une proclamation  symbolique d'indépendance par des séparatistes. Fin 2017, une frange séparatiste radicale de la minorité anglophone prend les armes. Dispersés en plusieurs groupes, ils s'en prennent aux forces de sécurité ainsi qu'aux symboles de l'État, comme les écoles, qu'ils incendient. Ils kidnappent également des policiers, des fonctionnaires et des hommes d'affaires, parfois étrangers. En 2018, les combats entre soldats et séparatistes sont devenus quasi quotidiens, tuant 170 membres des forces de sécurité et « au moins 400 civils », selon le centre d'analyse International Crisis Group (ICG). Quelque 200 000 personnes ont été contraintes de fuir leur domicile. Selon des rapports récents de l'ICG, le conflit a fait plus de 6 000 morts et plus d'un million de déplacés.

## Diaspora et émigration
En raison de la proximité linguistique, les membres de la diaspora camerounaise anglophone tendent à s'installer aux États-Unis, au Royaume-Uni, en Afrique du Sud et au Nigeria. Ils quittent le Cameroun par vagues successives. Du début des années 1970 au milieu des années 1980, la première vague est principalement motivée par la nécessité de poursuivre leurs études, l'enseignement universitaire anglophone étant quasiment inexistant au Cameroun (l'enseignement se faisant exclusivement en français). La fin des années 1980 et le début des années 1990 voient le début de deux nouvelles vagues d'immigration. La première, essentiellement économique, se poursuit jusqu'aux années 2010. La seconde concerne des opposants, des journalistes et des intellectuels fuyant les turbulences politiques de l'époque.
À partir d'octobre 2017, les Camerounais anglophones fuient les violences dans leurs régions d'origine pour se réfugier au Nigeria, notamment dans les États de Cross River, Taraba, Benue et Akwa Ibom. En novembre 2017, selon le Haut Commissariat des Nations unies pour les réfugiés (HCR), près de 2 000 d'entre eux sont enregistrés dans le pays alors que 3 000 sont en attente de procédure. En janvier 2018, 15 000 personnes avaient fui les régions anglophones pour se réfugier dans le pays. Ce nombre est passé à au moins 40 000 personnes en février de la même année. En mai 2019, 35 000 personnes avaient fui au Nigeria. En octobre 2024, plus de 73 000 personnes sont devenues des réfugiés dans le pays.

## Culture

### Religions
Les Camerounais anglophones sont généralement protestants (anglicans ou évangéliques) ou musulmans, mais il y'a aussi des catholiques. Les religions traditionnelles sont également pratiquées.

### Langues
Ils parlent l'anglais et le pidgin camerounais, ainsi que leurs langues locales. Le français est également pratiqué. 

## Sous-groupes
Les Camerounais anglophones regroupent les populations suivantes :  
- Babanki
- Babungo
- Bafaw
- Bafut
- Bakole
- Bakossi
- Bakundu
- Bakweri
- Bali
- Balong
- Balue
- Bamboko
- Bangoua
- Chambas
- Banyang
- Nso
- Bima
- Boki
- Ekoï
- Isubu
- Jukun
- Kom
- Korup
- Kpe
- Limba
- Mambila
- Mbo
- Mbonge
- Meta
- Mfumte
- Ngemba
- Ngolo
- Noni
- Nsungli
- Oroko
- Widekum
- Wodaabes
- Wum
- Yamba

## Personnalités

### Musique
- Daphne
- Stanley Enow
- Magasco
- Bébé Manga
- Kocee
- Libianca
- Salatiel
- Mr Leo
- Tzy Panchak
- Ewube
- Nabila
- Andy Allo
- Missy BK
- Reniss
- Naomi Achu
- Asaba
- Loic Sumfor
- Maybelle Boma
- Askia
- Rinyu
- Tina Vernyuy
- Fhish
- Blaise B

### Cinéma
- Syndy Emade
- Enah Johnscott
- Okawa Shaznay
- Kang Quintus
- Stephanie Tum
- Faith Fidel
- Agbor Gilbert Ebot
- Nsang Dilong
- Laura Onyama
- Nchifor Valery
- Epule Jeffrey
- Margaret Fombe Fube
- Eystein Young Dingha
- Nchifor Valery
- Vitalis Otia Suh
- Lynno Lovert
- Anurin Nwunembom
- Elvis Tanwie
- Princess Brun Njua
- Pascal Moma
- Ruth Nkweti
- Ayuk Gareth
- Solange Yijika
- Cosson Chinepoh
- Nkeng Stephens

### Sport
- Clinton Njie
- Eyong Enoh
- Brandon Aiyuk
- Stephen Tataw
- Collins Fai
- Vanessa Agbortabi
- Matthew Mbuta
- Pius N'Diefi
- Samuel Ojong
- Charley Roussel Fomen
- Lewis Enoh
- Rebecca Muambo
- Brandon Baiye
- Akwo Tarh Ayuk Taku
- Robert Ndip Tambe
- Stephen Tataw
- Carl Enow Ngachu
- Hans Agbo
- Boris Enow
- Super Makia
- Sarah Etonge

### Littérature
- Imbolo Mbue
- Bate Besong
- John Nkemngong Nkengasong
- Joyce Ashuntantang
- Bole Butake
- Bernard Fonlon
- Juliana Makuchi Nfah-Abbenyi

### Droit
- Felix Agbor Balla
- Akere Muna
- Francis Sama Asanga
- Kwamu Nana

### Politique
- John Ngu Foncha
- Emmanuel Mbela Lifafe Endeley
- John Fru Ndi
- Peter Mafany Musonge
- Philémon Yang
- Joseph Dion Ngute
- Akere Muna
- Ama Tutu Muna
- Kah Walla
- Joshua Osih
- Paul Atanga Nji
- Wirba Joseph
- Simon Achidi Achu
- Dorothy Njeuma
- Mola Njoh Litumbe
- Augustine Ngom Jua
- Ephraïm Inoni
- Salomon Tandeng Muna
- Peter Agbor Tabi
- Ndifor Afanwi Franklin
- Pauline Nalova Lyonga
- Paul Tasong
- Joseph Mbah Ndam
- Christopher Fomunyoh
- Francis Faï Yengo
- Paul Mingo Ghogomu
- Fomudam Rose Ngwari
- Akere Muna
- Mispa Awasum

### Mode
- Audrey Nabila Monkam

### Journalisme
- Simon Mol
- Samuel Wazizi
- Elie Smith
- Kingsley Fumunyuy Njoka
- Thomas Awah

### Militantisme
- Mancho Bibixy
- Thomas Awah
- Lucas Ayaba Cho
- Sisiku Julius Ayuk Tabe
- Ebenezer Akwanga
- Capo Daniel
- Sevidzem Ernestine Leikeki
- Samuel Ikome Sako
- Achaleke Christian Leke
- Elie Smith
- Eric Tataw